# BEST OF HISTORY
『BEST OF HISTORY』（ベスト・オブ・ヒストリー）は、シャ乱Qの3枚目のベスト・アルバム。

## 内容
シャ乱Qが活動休止中にリリースしたベストアルバム。usen.comでのランキングを基準にして選曲を行った。カラオケ版も同時発売。アルバム収録曲や一部のシングルのアルバム未収録のカップリング曲を含む単なるシングルコレクションではない、正しくシャ乱Qの歴史を知れるベストアルバムである。

## 収録曲

### DISC1
1. 18ヶ月
作詞：つんく　作曲：つんく・はたけ　編曲：白井良明
デビューシングル
2. 現代の不良になれない少年達
作詞・作曲：つんく　編曲：白井良明・シャ乱Q
ファーストアルバム『炸裂!へなちょこパンチ』より
3. とってもメリーゴーランド
作詞・作曲：つんく　編曲：シャ乱Q
セカンドシングル
4. 最後のデートは「ま・た・ね」でお別れ
作詞：つんく　作曲：はたけ　編曲：シャ乱Q
セカンドアルバム『売れっ子への道 渋滞中』より
5. パララ
作詞：つんく　作曲：つんく・はたけ　編曲：シャ乱Q
セカンドアルバム『売れっ子への道 渋滞中』より
6. 友達はいますか
作詞：つんく　作曲：つんく・しゅう　編曲：シャ乱Q
サードシングル
7. 上・京・物・語
作詞：まこと　作曲：はたけ　編曲：鳥山雄司・シャ乱Q
4枚目のシングル
8. ロスタイム
作詞：つんく　作曲：つんく・はたけ　編曲：シャ乱Q
サードアルバム『ロスタイム』より
9. 出会い
作詞・作曲：つんく　編曲：鳥山雄司・シャ乱Q
サードアルバム『ロスタイム』より
10. 恋をするだけ無駄なんて
作詞：つんく・まこと　作曲：はたけ　編曲：鳥山雄司・シャ乱Q
5枚目のシングル
11. For You〜翼を上げよう〜
作詞：前山敬子　補作詞・作曲：つんく　編曲：島田陽一・シャ乱Q
5枚目のシングル『恋をするだけ無駄なんて』カップリング。アルバム初収録
12. シングルベッド
作詞：つんく　作曲：はたけ　編曲：鳥山雄司・シャ乱Q
6枚目のシングル
13. 女友達
作詞：つんく　作曲：はたけ　編曲：矢代恒彦・シャ乱Q
4枚目のアルバム『劣等感』より
14. ズルい女
作詞・作曲：つんく　編曲：シャ乱Q
7枚目のシングル
15. 空を見なよ
作詞：まこと　作曲：はたけ　編曲：シャ乱Q
8枚目のシングル
16. もっと誰かに見られたい
作詞：つんく・まこと　作曲：たいせい　編曲：シャ乱Q
8枚目のシングル『空を見なよ』カップリング。アルバム初収録

### DISC2
1. My Babe 君が眠るまで
作詞・作曲：つんく　編曲：シャ乱Q
9枚目のシングル
2. ドラマティックに -'90 DREAM-
作詞：まこと　作曲：はたけ　編曲：シャ乱Q
5枚目のアルバム『勝負師（ギャンブラー）』より
3. いいわけ
作詞・作曲：つんく　編曲：シャ乱Q
10枚目のシングル
4. こんなにあなたを愛しているのに
作詞：まこと　作曲：はたけ　編曲：シャ乱Q
10枚目のシングル『いいわけ』カップリング。6枚目のアルバム『GOLDEN Q』より
5. 涙の影
作詞：つんく　作曲：はたけ　編曲：シャ乱Q（ストリングスアレンジ：前嶋康明）
11枚目のシングル
6. Moving
作詞：まこと　作曲：つんく　編曲：シャ乱Q
11枚目のシングル『涙の影』カップリング。アルバム初収録
7. NICE BOY!
作詞・作曲：つんく　編曲：シャ乱Q
12枚目のシングル
8. 大阪エレジー
作詞：つんく　作曲：はたけ　編曲：シャ乱Q
6枚目のアルバム『GOLDEN Q』より
9. そんなもんだろう
作詞・作曲：つんく　編曲：シャ乱Q
13枚目のシングル
10. 心
作詞・作曲：つんく　編曲：シャ乱Q
13枚目のシングル『そんなもんだろう』カップリング。アルバム初収録
11. パワーソング
作詞・作曲：つんく　編曲：シャ乱Q
14枚目のシングル
12. 都会のメロディー
作詞・作曲：つんく　編曲：シャ乱Q
15枚目のシングル
13. Hands
作詞：まこと　作曲：はたけ　編曲：シャ乱Q
14. ためいき
作詞・作曲：つんく　編曲：シャ乱Q
16枚目のシングル
15. 愛 Just on my Love
作詞・作曲：つんく　編曲：小西貴雄・シャ乱Q
17枚目のシングル
16. 君は魔術士?
作詞：つんく　作曲：はたけ　編曲：シャ乱Q
18枚目のシングル
17. 新・ラーメン大好き小池さんの唄
作詞：つんく　作曲：シャ乱Q　編曲：ダンス☆マン
19枚目のシングル